# Anisococcus didymus
Anisococcus didymus är en insektsart som beskrevs av Ferris 1950. Anisococcus didymus ingår i släktet Anisococcus och familjen ullsköldlöss. Inga underarter finns listade i Catalogue of Life.